# Jim Gettys

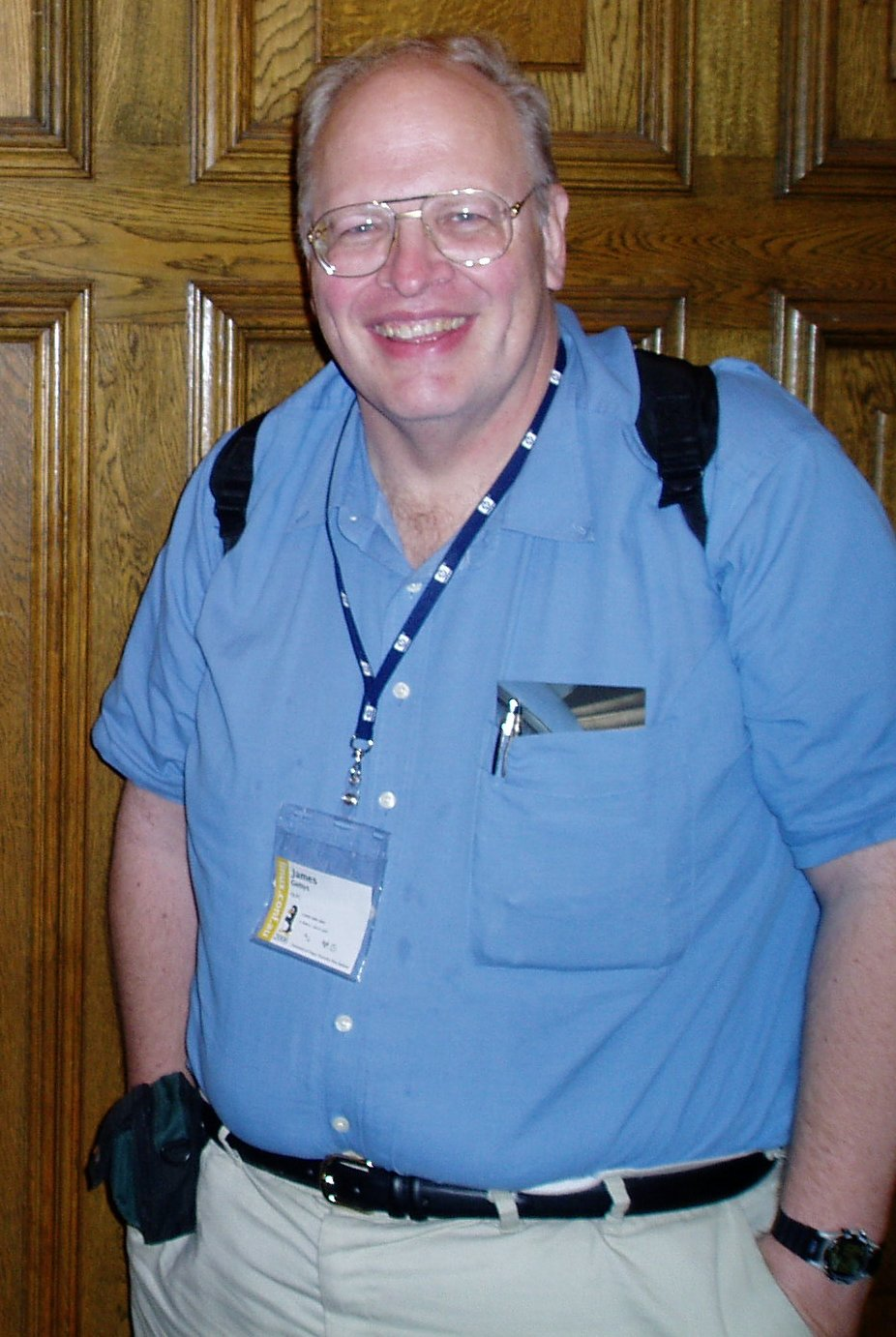
Jim Gettys auf der linux.conf.au-Konferenz im Januar 2006

Jim Gettys (* 15. Oktober 1953) ist ein amerikanischer Programmierer, er entwickelte den HTTP/1.1-Standard und spielte eine entscheidende Rolle bei der Entwicklung des X Window Systems.

## Leben

### Ausbildung
Von 1969 bis 1972 besuchte Jim Gettys die Phillips Academy Highschool in Massachusetts, nahe Boston. Nach seinem Abschluss 1972 besuchte er das Massachusetts Institute of Technology, an dem er 1978 mit einem Bachelor of Science in Erd- und Planetenwissenschaften abschloss.

### Karriere
Noch im gleichen Jahr begann Gettys am Harvard-Smithsonian Center for Astrophysics als Softwareentwickler zu arbeiten. In dieser Zeit arbeitete er an einer Software für ein digitales Bodenhilfegerät für klein Helium gekühltes Infrarot-Teleskop. Diese Technik wurde für das Spacelab 2 entwickelt.
Nachdem er von 1981 bis 1983 am Institute for Advanced Study in Princeton, New Jersey arbeitete, wechselte er 1983 an das MIT, an dem er von 1983 bis Juni 1987 eine Professur als Gastprofessor innehatte. In dieser Zeit designte er zusammen mit Robert W Scheifler das X Window System, er arbeitete an der Xlib-Programmbibliothek mit.
Im Januar 1987 begann er mit seiner Arbeit als Softwareentwickler bei Digital Equipment Corporation, dort führte er seine Arbeit am X Windows System fort und veröffentlichte im Oktober 1990 Version 11 des X Window Systems. In dieser Zeit arbeitete er außerdem an dem DECstation 3100 mit, und beteiligte sich an Forschungen von Multimedia-Systeme und Audio- und Video-Telefonkonferenzen im Netzwerk.
Von 1995 bis 2000 arbeitete er als Gastwissenschaftler für das World Wide Web Consortium, wo er sich mit dem HTTP-Standard auseinandersetzt und auch an diesem arbeitet. Im Jahr 1996 gab er die erste Spezifikation HTTP/1.1 heraus, welches heute in Form des IETF-Standards im World Wide Web angewendet wird. Diese Änderung des HTTP-Standards machte das Protokoll nicht nur performanter, sondern verringerte auch die Netzwerklast.
Nach Beendigung seiner Anstellung arbeitet er bis 2005 bei Hewlett-Packard. Zusammen mit Keith Packard arbeitete er in dieser Zeit an einer Überarbeitung der Grundlage der X-Window-System-Architektur, diese Änderungen führten zu einer Damage- und Composite-Erweiterung.
In dieser Zeit betätigt er sich auch ehrenamtlich im Stiftungsrat der X.Org Foundation.
Im Zeitraum von 2006 bis Jänner 2009 war er Vizepräsident für Software im One-Laptop-per-Child-Projekt, dessen Ziel es war, einen Laptop mit einem Produktionspreis von 100 Dollar zu entwickeln. Gettys war verantwortlich für die Systemsoftware des Laptops.
Ab Juni 2009 arbeitete er bis Februar 2015 bei Alcatel-Lucent Bell Labs als Softwareentwickler. In dieser Zeit beginnt er seine Arbeit an dem Bufferbloat-Problem, die er bis heute fortsetzt. Zu diesem Thema veröffentlichte er mehrere Paper.
Nachdem er von Oktober 2014 bis Juli 2015 bei Google als Access Advisor angestellt war und im Zuge dessen am OnHub-Projekt arbeitete, ist er seit 2015 als Debloater in Chief selbstständig und widmet seine Zeit dem Bufferbloat-Problem.

## Auszeichnungen
Er wurde mit dem Internet plumber of the year 1997 (dem Internetklempner des Jahres) für seine Arbeit am HTTP-Standard HTTP/1.1 ausgezeichnet.
Zusammen mit seinen Kollegen Bob Scheifler, Phil Karlton, Ralph Swick, Keith Packard und Smokey Wallace wurde er 1999 mit dem USENIX Lifetime Achievement Award für seine Arbeit am X Window System ausgezeichnet.

## Ehrenämter
Jim Gettys betätigt sich im Stiftungsrat der Gnome Foundation und im Stiftungsrat der X.ORG Foundation.